# 圣科隆布 (罗讷省)
圣科隆布（法語：Sainte-Colombe，法語發音：[sɛ̃t kɔlɔ̃b] ⓘ）是法国罗讷省的一个市镇，属于里昂区。

## 地理
圣科隆布（45°31'31"N, 4°52'0"E）面积1.6 平方千米，位于法国奥弗涅-罗讷-阿尔卑斯大区罗讷省，该省份为法国中东部省份，北起顺时针与索恩-卢瓦尔省、安省、里昂大都会、伊泽尔省和卢瓦尔省接壤。
与圣科隆布接壤的市镇（或旧市镇、城区）包括：維埃納、罗讷河畔圣西尔、圣罗曼昂加勒。

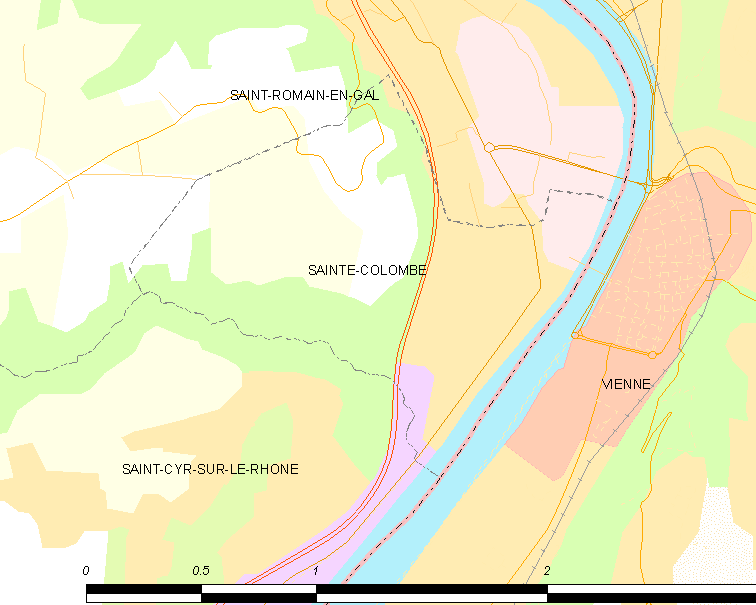
的OSM定位图

圣科隆布的时区为UTC+01:00、UTC+02:00（夏令时）。

## 行政
圣科隆布的邮政编码为69560，INSEE市镇编码为69189。

## 政治
圣科隆布所属的省级选区为莫尔南县。

## 人口

1962-2008年间人口变化图示

圣科隆布于2022年1月1日时的人口数量为1994人。